# Dorothy Shirley
Dorothy Ada Shirley-Emerson, angleška atletinja, * 15. maj 1939, Manchester, Anglija.
Nastopila je na poletnih olimpijskih igrah v letih 1960 in 1968, leta 1960 je osvojila naslov olimpijske podprvakinje v skoku v višino. Na evropskih prvenstvih je osvojila bronasto medaljo leta 1958. 